# Långa
Långa (Molva molva) är en stor fisk tillhörande familjen lakefiskar av ordningen torskartade fiskar. 

## Beskrivning
Långans främsta kännetecken är den långsträckta kroppen med två ryggfenor, varav den bakre löper längs en stor del av kroppen. Även analfenan är lång. Huvudet är relativt litet och på underkäken sitter en stor skäggtöm. Färgen är brun eller gråbrun med ljust eller vitt bukparti. Den kan nå en maximal vikt av 45 kilogram och en längd på ca 2 meter. 

## Utbredning
Den lever i nordvästra Atlanten, Norra ishavet vid Newfoundland och Labrador och södra Grönland, kring västra och södra Islandskusten och i östra Atlanten längs norska kusten till Skagerack och södra Öresund. Vidare längs Brittiska öarna och östra Atlantkusten ner till nordvästra Medelhavet och Marocko. Förekommer i Sverige längs hela västkusten ner till Öresund.

## Ekologi
Långan lever på djupt vatten (oftast mellan 100 och 400 meter, men kan förekomma så djupt som 1000 meter) vid klippbottnar och trivs särskilt bra vid isolerade klippor och skeppsvrak. Den är en rovfisk med utmärkt luktsinne och livnär sig på fisk som sill, torsk och plattfisk samt kräftdjur och sjöstjärnor. 
Långan kan bli åtminstone 25 år gammal.

## Fortplantning
Långan leker under mars till juli på 60 till 300 meters djup. Honan lägger ett stort antal ägg som svävar nära bottnen. Ynglen är däremot pelagiska och håller sig på omkring 200 meters djup. Den blir könsmogen vid 6 till 8 års ålder.
Honans äggantal är imponerande; normalt håller det sig på något eller några tiotals miljoner ägg, men Curry-Lindahl redovisar en hona på 45 kilogram som beräknades ha 60 miljoner ägg i kroppen.

## Ekonomisk betydelse

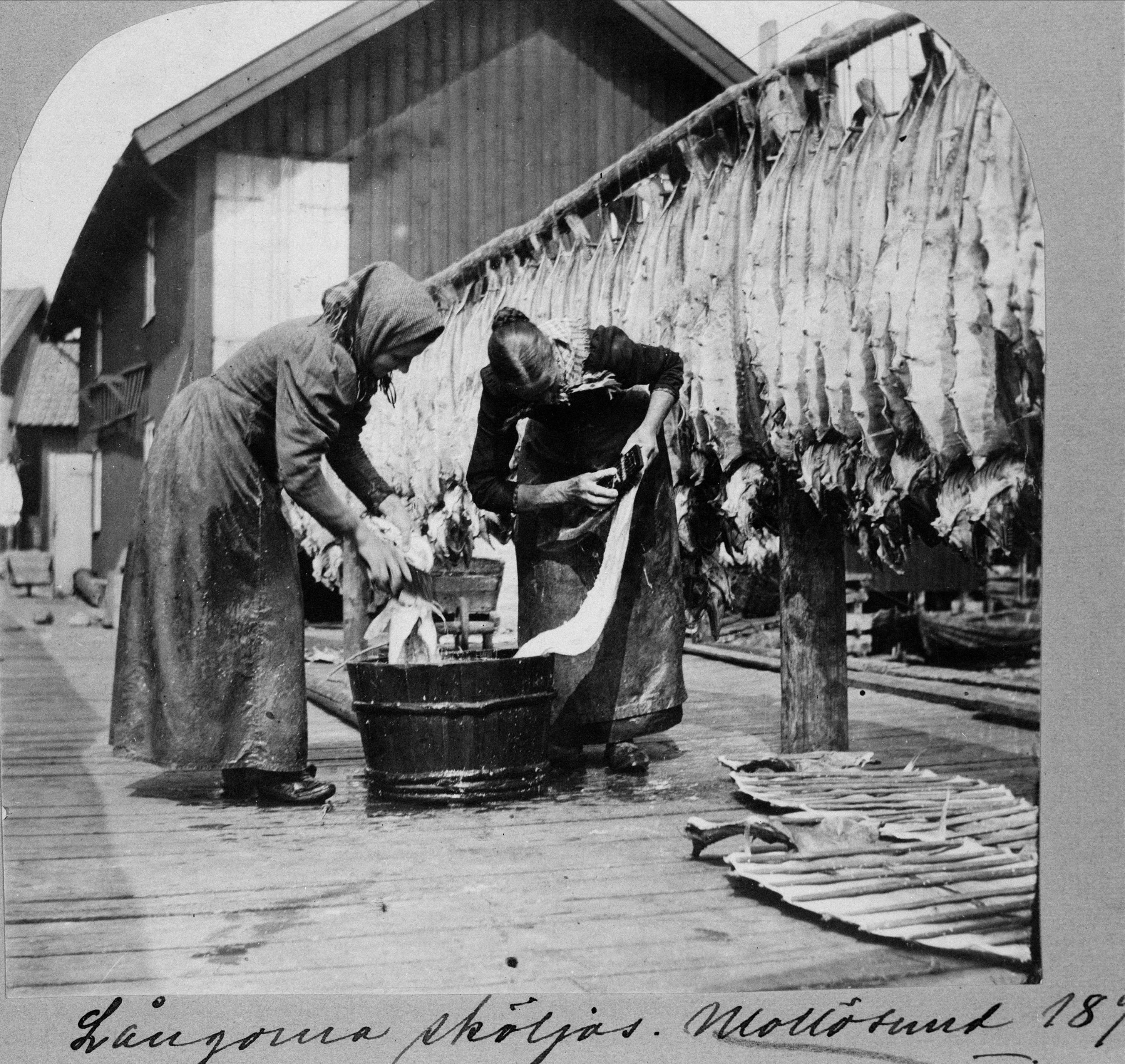
Två kvinnor sköljer långor i träkar. Mollösund 1899.

Långan är i Sverige och Norge kanske mest känd för att serveras som lutfisk. Sportfiskerekordet i Sverige lyder på 29,13 kilogram och sattes vid Måseskär år 1999. Världsrekordet är hela 37,2 kilogram och noterades 1993 av en svensk sportfiskare vid Langesund i Norge.
Arten är ej upptagen på IUCN:s röda lista.

## Äldre namn
Äldre, dialektala namn för långa är långe eller långebarn (Bohuslän) och kungsål eller alkung (Öresund).